# Yevla
Yevla là một thành phố và là nơi đặt hội đồng đô thị (municipal council) của quận Nashik thuộc bang Maharashtra, Ấn Độ.

## Nhân khẩu
Theo điều tra dân số năm 2001 của Ấn Độ, Yevla có dân số 43.205 người. Phái nam chiếm 52% tổng số dân và phái nữ chiếm 48%. Yevla có tỷ lệ 72% biết đọc biết viết, cao hơn tỷ lệ trung bình toàn quốc là 59,5%: tỷ lệ cho phái nam là 77%, và tỷ lệ cho phái nữ là 66%. Tại Yevla, 14% dân số nhỏ hơn 6 tuổi.